# Zgodovina Irana
Zgodovina Irana se običajno nanaša na zgodovino Velikega Irana  oziroma ozemlja na katerem so živeli ali živijo številni iranski narodi.

## Prazgodovina – Elam
Elam (perzijsko: تمدن ایلام, arabsko: حضارة عيلام) je ena najstarejših znanih civilizacij.  Elam je bil umeščen na skrajnem jugozahodu današnjega Irana, natančneje v Ilamsko pokrajino, Fars, nižine Huzestana ter del južnega Iraka. Obdobje Elama je trajalo od okoli 2700 pr. n. št. do 539 pr. n. št, predhodnik pa je bilo kar danes imenujejo proto-elamsko obdobje, ki se je začelo 3200 pr. n. št., ko je Suza (kasneje glavno mesto Elama) zašla pod vpliv kultur Iranskega višavja na vzhodu.)
Starodavni Elam je ležal vzhodno od Sumerije in Akadije, ki se nahajata v modernem Iraku. V staroelamskem obdobju ga je sestavljalo kraljestvo na Iranskem višavju okoli Anšana, od sredine 2. tisočletja pr. n. št. dalje pa je bil v Suzi in na ravnicah Huzestana.  Pomembno vlogo je igrala kultura, še posebej v dobi ahemendiske dinastije, ki ga je nasledila, elamski jezik pa se je obdržal v uradni uporabi na perzijskem kraljevem dvoru.
Elamsko obdobje smatrajo za začetek zgodovine Irana, čeprav so na Iranskem višavju obstajale še starejše civilizacije, kot Manejsko kraljestvo v iranskem Azerbajdžanu in Šahri Sohte (Shahr-e Sūkhté – požgano mesto) v Zabolu in nedavno odkrita Jiroftska kultura na vzhodu. Elamski jezik ni bil soroden nobenemu od iranskih jezikov, lahko pa bi bil del večje družine, ki se imenuje elamo-dravidska.
Po starodavnem Elamu se imenuje Ilamska pokrajina, ki je ena od 31 pokrajin modernega Irana.

## Stari vek

### Medijsko cesarstvo
Medijsko cesarstvo (perz. Māda, grško. Mēdía, akad. Mādāya) je bilo prvo iransko cesarstvo, ki je od konca 8. do sredine 6. stoletja pr. n. št. obsegalo prostranstva Velikega Irana, severne Mezopotamije in vzhodne Male Azije. Pred ustanovitvijo Medijskega cesarstva so iranski narodi živeli v manjših plemenskih skupnostih in še ni obstajala hierarhija vladanja. Vojne z Asirci so pripeljale do njihovega združevanja in oblikovanja močne monarhije, ki je postala temelj za vse kasnejše iranske dinastije.
Ustanovitelj Medijskega cesarstva naj bi bil Dejok ((grš. Deiokes, akad. Daiukku, elam. Dayauka) , plemenski vodja, ki so ga medijski plemiči izbrali za arbitra v reševanju sporov in kasneje za medijskega kralja. Ob ustanavljanju medijske države je ta obsegala samo manjše teritorije jugozahodno od Kaspijskega jezera, v dobi največjega medijskega vladarja Kjaksarja pa se je razširila na večino azijskega dela Bližnjega vzhoda. Ta področja so se razprostirala na 2,8 milijonov km², kar je Medijo naredilo za največje cesarstvo v zgodovini. Meje cesarstva so bile reke Kizil v Anatoliji in Tigris v Mezopotamiji na zahodu, Kavkaz in Sogdija na severu in Indija na vzhodu.
Pomen medijske države v zgodovini starega veka je večplasten. Iranski narodi so bili prvič v zgodovini združeni in so s tem ustvarili politično protiutež Babilonu in Asiriji, velikim silam na zahodu. Medijci v zavezništvu z Babilonci pokorijo Novoasirsko cesarstvo, prej najmočnejšo vojaško-politično silo v regiji. Prav tako konflikt Medijcev z Lidijo v Mali Aziji predstavlja prvi stik s starogrškim svetom. Verjetno največji pomen pa predstavlja padec Medijskega cesarstva 550 pr. n. št., ko je na njegovih temeljih perzijski vladar Kir Veliki ustvaril Ahemenidsko Perzijsko cesarstvo, največjo in najmočnejšo državo v zgodovini starega veka.

### Ahemenidska dinastija
Kir Veliki je prišel na oblast v Anšanu leta 559 pr. n. št., ko je nasledil svojega očeta, Kambiza I. in združil več perzijskih in iranskih skupin. Začel je tudi tesneje sodelovati z Babilonom, ki se je v tistem času uprl Medijcem, ki so vladali Perzijcem. Leta 549 pr. n. št. je premagal medijskega kralja Astiaga, zavzel Ekbatana (sedanji Hamadan v Iranu) in postal kralj  Medijcev in Perzijcev. Po tem ko je prišel na oblast Kir Veliki, ta začne vojaška osvajanja. V naslednjih dveh do treh letih osvoji Lidijo in grška mesta v Joniji. V nadaljevanju se premika proti vzhodu in širi meje imperija do Baktrije in Sogdije in vzdolž Sir Darje. Ko je zavladal Anatoliji in razširil vzhodne dele cesarstva, Kir pozornost usmeri v Babilon in ga osvoji v začetku oktobra 539 pr. n. št. Ta zmaga je Kiru prinesla ne le Mezopotamijo, temveč tudi celotno babilonsko kraljestvo, ki je segalo do meje z Egiptom. Potem ko je osvojil Babilon, je sestavil popularni »Kirov cilinder«, ki ga danes obravnavajo kot prvi dokument na področju človekovih pravic v zgodovini. Po vrnitvi v Iran, je bil Kir Veliki leta 529 pr. n. št. ubit v vojaški akciji proti Skitom na severovzhodni meji, medtem ko nekateri drugi viri pravijo, da je mirno umrl v perzijski prestolnici. Njegovo truplo je bilo preneseno v Pasargad, glavno mesto, ki ga je sam zgradil, domnevno na mestu kjer je premagal Astiaga.
Po smrti Kira Velikega je prišel na oblast njegov sin Kambiz II.. Štiri leta je vodil pohod na Egipt in napredoval do prvega katarakta in na zahod do Cirene (danes v Libiji). Po prevzemu egipčanskih običajev se je razglasil za faraona.
Leta  522 pr. n. št. ga je dosegla novica o uporu v Perziji. Med potovanjem iz Sirije v Perzijo, Kambiz II. v nesrečnem slučaju umre. Njegov kopjenosec Darej, ki je bil potomec ene veje Ahemenidske dinastije, je nadaljeval pot v Perzijo in uspešno zatrl vstajo.
V prvih letih vladavine Darej I. Veliki začne pohod proti Indiji in si pripojil Sind. V njegovem času je perzijski imperij doživel največji razcvet in največjo ozemeljsko širitev v antični dobi, ki je obsegala države od reke Ind na vzhodu, do Libije na zahodu. Darej I. je izvedel tudi teritorialno delitev cesarstva v dvajset satrapij. Vodili so jih knezi, ki so bili bodisi člani pomembne perzijske družine ali predstavniki lokalnega prebivalstva. Darej je preselil  prestolnico iz Pasargada v Perzepolis, kjer je zgradil svojo palačo. Proti koncu Darejevega kraljevanja se je začel lokalni spor z Grki. Deset let po začetku upora in njegovega zatrtja v grških mestih Jonije, je leta 490 pr. n. št. Darej Veliki poslal vojsko v Grčijo. Perzijci so bili premagani pri Maratonu. Darej I. Veliki je umrl leta 486 pr. n. št.
Nasledil ga je njegov sin Kserkses I. (486 do 465 pr. n. št.). Novi vladar leta 485 pr. n. št. zatre upor v Egiptu, tri leta kasneje tudi v Babilonu. V obeh primerih je bila njegova zmaga pospremljena s krutostjo. Leta 480 pr. n. št. z vojsko 70.000 mož Kserks začne velik pohod nad Grčijo, kjer je kot povračilni ukrep porušil Atene in Eretrejo, ki sta pomagali pri Jonskem uporu. Grško-perzijske vojne so se končale leta 449 pr. n. št. s Kalijinim mirom, po smrti Kserksesa. Drugi del Kserksesove vladavine je bil zaznamovan z izgradnjo Perzepolisa in haremskimi spletkami, ki so imele za posledico njegov umor leta 465 pr. n. št. V času vladavine naslednjih treh kraljev, so se vrstile peloponeške vojne med Šparto in Atenami, Perzija pa je pomagala enkrat enim, enkrat drugim.
Kraljevska mesta Pasargad, Perzepolis in Suza so bila središče kulture in umetnosti. Medtem ko so bile, v skladu z načeli zaratustrstva, verske stavbe skromne, je v mestih opazen sijaj in prostranost kraljevih palač, zgrajenih iz kamna in čudovito okrašenih, postavljenih na umetno nadvišan prostor primeren za opravljanje verskih in državnih ceremonij. Presenetljiv je pomen, ki so ga imele terase in apadane ali velike pokrite prestolne dvorane. Velik vpliv na perzijsko umetnost so imele sosednje civilizacije: Asirija, Egipt in Babilon. Veliki basreliefi vklesani v kamen, ki so krasili kraljeve grobnice in podnožja teras so povzeti po Asircih, medtem ko je Darejeva palača bogata z monumentalnimi frizi iz barvane opeke, kot so bili znani v Babilonu. Še posebej je bilo razvito zlatarstvo, v katerem se je odražala animalistična domišljija stepskih ljudstev.
Od poznega 5. stoletja dalje je bilo Perzijsko cesarstvo žarišče nenehnih konfliktov in uporov. Leta 405 pr. n. št. je uspel upor v Egiptu, tri leta kasneje mladi Kir, brat kralja Artakserksa II. (405 pr. n. št.–359 pr. n. št.), najeme deset tisoč grških plačancev in se odpravi proti vzhodu, da prevzame oblast, vendar je bil v tem prizadevanju poražen. Artakserkses je vrnil satrapije, ki so se uprle leta 373 pr. n. št. njihovim vodjem. Vladavine zadnjih kraljev so se začele in končale z umori. Leta 336 pr. n. št. je spletkarjenje evnuha Babosa na prestol pripeljala Dareja III. (380 do 330 pr. n. št.). Pet let kasneje je imperij zavzel Aleksander Veliki in tako postane del novega helenističnega sveta.

### Helenistično obdobje (330–150 pr. n. št.)
V samo osmih letih je Ahemenidsko cesarstvo podleglo napadom Aleksandra Velikega. Po zmagi nad vojsko Dareja III. v bitki pri Isu so zavzeli mesto Suza, zadnji odpor pa so Ahemenidi nudili pri "Perzijskih vratih" blizu kraljevske palače u Perzepolisu. Od tedaj dalje se začne v Perziji širiti helenistična kultura .
Kmalu po Aleksandrovi smrti je cesarstvo razpadlo in zavladali so Diadohi, Aleksandrovi vojskovodje, ki so postali tudi ustanovitelji dinastij. Perziji vlada dinastija Selevkidov.
Do leta 250 pr. n. št. skupaj s kolonizatorji, v Perzijo prodre grščina, filozofija in umetnost,  grščina postane tudi jezik diplomacije in književnosti. Krepijo se trgovinske povezave s sosednjimi državami, tudi s tistimi na vzhodu. Vse bolj je razvita Svilna cesta proti Kitajski, iz Indije prodira budizem, zoroastrstvo na zahodu pa vpliva na judovstvo.
Padec kraljestva Selevkidov se je začel precej hitro. Vzhodni pokrajini Baktrija in Partija sta se osamosvojili leta 238 pr. n. št., in samo vojaška veščina Antioha III. je rešila Perzijo invazije Partov. Tedaj je Rimska republika začela napadati kraljestvo Selevkidov, istočasno se v Judeji dogaja vstaja Makabejcev, na vzhodu se širi kraljestvo Kušan. Nazadnje je Perziji zavladala dinastija Arsakidov.

### Partsko Carstvo (150 pr. n. št.–226)
Parti so bili od leta 238 pr. n. št. neodvisni od Selevkidov, a se leta 170. pr. n. št., s prihodom Mitridata I. iz dinastije Arsakidov na prestol, pod njim iranske državice združujejo, ter v zgornjem toku Evfrata začnejo deliti mejo z Rimskim cesarstvom. Tako ti dve državi postaneta resni tekmici, še posebej okoli prevlade nad Armenijo. Težko oborožena partska konjenica, podprta z izurjenimi strelci, je bila dostojen nasprotnik Rimljanom, kar se je videlo v nizu bitk, kot na primer tiste v kateri je partski vojskovodja Suren, v bitki pri Harranu premagal Marka Licinija Krasa, upravitelja Sirije. Mezopotamija se je v tem času spremenila v pravo bojno polje.
V tem času je helenistična kultura začela popuščati pred izvirnimi perzijskimi običaji. 
Partski državi je manjkalo enotnosti. Oblast si je delilo sedem klanov, ki so se združili v zvezo, pri čemer je vsak klan vladal eni pokrajini. Do 1. stoletja pr. n. št. je bila Partska država povsem decentralizirana. Državo so vse bolj izčrpavale vojne z Rimljani na zahodu in s Kušani na severovzhodu.
Kralji so bili v taki situaciji prisiljeni dajati vse več samostojnosti lokalnim poglavarjem in ti niso bili več pokorni kralju. Vseeno je zadnji partski kralj Artaban IV. (216–224) uspel nekako povrniti staro moč, ki pa ni dolgo trajala. Perzijski vazal Ardašir se je leta 224 uprl in zavzel Ktezifont, kar je pomenilo tudi konec Partskega cesarstva.

### Sasanidsko cesarstvo (226–650)
V samo dveh letih je Ardašir I. postal perzijski šah kot prvi vladar iz pokrajine Pars po Ahemenidih, zaradi česar so se on in njegovi nasledniki videli kot nasledniki velikih vladarjev Kira in Dareja. Nova dinastija se je imenovala Sasanidi po Ardaširdovem dedu.
Njihova politika je bila zelo osvajalska. Tako so povrnili kraje, ki so jih Partom odvzeli Kušani in nadaljevali boje z Rimskim cesarstvom. Ob neki priliki leta 260 so celo ujeli rimskega cesarja Valerijana.
Za svojo moč in dolgoživost se mora Sasanidsko cesarstvo zahvaliti močni centraliziranosti. Družba je bila jasno razdeljena na kaste, kjer so bili na vrhu družbene lestvice svečeniki, sledili so vojaki, zatem pisarji in na koncu ostali prebivalci. Zaratustrstvo je postalo uradna državna religija in to ne samo v Perziji, ampak se je širilo tudi k ostalim osvojenim pokrajinam. Ostale religije so sčasoma pregnali. Posebej je bil to slučaj s Katoliško cerkvijo (tedaj še enotno), delno tudi zato, ker je od 4. st. postala uradna religija Rimskega cesarstva. Po drugi strani pa je bila Asirska vzhodna cerkev, ki se je leta 431 odcepila od Katoliške cerkve, tolerirana, včasih tudi podprta.
Veliko širjenje cesarstva je imelo za posledico vse večjo nestabilnost tako, da so ob koncu 5. st. njegove vzhodne dele osvojili Heftaliti. Znotraj Perzije se je zgodila vstaja sledilcev filozofa in zaratustrskega duhovnika Mazdaka (umrl okoli leta 529), ki je učil mešanico dualizma in manihejstva in ostro napadal strogo družbeno delitev v cesarstvu. Hozroj I. (531–579) je uspel povrniti oblast v državi in jo razširiti do Antiohije in Jemna. V času njegovih naslednikov, posebej Hozroja II. Parviza (590.–628.), je cesarstvo obsegalo ves Bližnji vzhod in Egipt in postalo teritorialno največje na svetu. Vojna z Rimljani, ki je sledila, je začela slabiti Perzijsko cesarstvo. O zmagi rimskega cesarja Heraklija v tej vojni govori tudi Koran, ki pravi "zmaga vernikov", glede na to, da so bili Rimljani monoteisti, za razliko od Sasanidov, ki so bili kot zoroastrianci, dualisti.
V času razsula Sasanidskega cesarstva raste moč arabskega kalifata, kar je za Perzijo pomenilo novo obdobje.

## Srednji vek

### Arabska oblast in islamizacija (650–1037)
V osvajanjih od leta 643 do 650 so Arabci osvojili skoraj celotno področje Perzije. Zadnji sasanidski vladar Jezdegerd III. še deset let poskuša povrniti državo pod svojo oblast. Najprej prosi za pomoč Turke in Tatare, vendar jih muslimani z lahkoto premagajo. Zatem se je obrnil za pomoč h Kitajcem, ki pa se niso hoteli vpletati. Do danes se zgodovinarji ne morejo zediniti ali je Jazdegerd živel v osvojeni Perziji ali nekje na njenih robnih področjih. Smatrajo, da se je z arabsko oblastjo za Perzijo začel srednji vek.
Zahvaljujoč prostranstvu in bogastvu velike države v kateri se je znašla, je Perzija v tem času dala številne pomembne mislece, ki bodo mnogo kasneje vplivali na evropsko renesančno miselnost. Med njimi so mnogi zdravniki in filozofi (Ibn Sina), astronomi, književniki, kemiki (npr. Razi, Zakariya (Rhazes), ki je odkril alkohol) in matematiki (npr. Al Hvarizmi, ki je izumil algoritem in algebro).

### Omajadi
Do leta 650 Perzija postane del velikega omajadskega cesarstva, ki se razprostira od Iberskega polotoka do reke Ind in od Aralskega jezera do Arabskega polotoka. Središče cesarstva je bil Damask v Siriji.
V času svoje vladavine so Omajadi prevzeli perzijsko obliko državne organizacije, vpliv na Perzijo pa je bil tudi obraten in pomemben. Arabščina postane glavni jezik uradne komunikacije, zoroastrstvo je zamenjal islam, graditi se začnejo džamije. Vseeno pa prvih sto let arabske oblasti niso masovno spreobračale v islam. Nemuslimanskemu prebivalstvu so naložili davke in posebna pravila oblačenja. Med prvimi spreobrnjenci so bili velikaši in državni uslužbenci, počasi pa so jim sledili tudi ostali. Do konca 10. stoletja je večina Perzijcev prevzela islam in to v njegovi sunitski različici.
Perzijski jezik se je izkazal za odpornejšega od ostalih jezikov nad katerimi je prevladala arabščina, se je pa v tem obdobju začel razvijati proti današnjemu iranskemu jeziku, ki je vključil tudi arabske besede in prešel s posebne različice aramejske pisave na arabsko pisavo.

### Abasidi, Samanidi in Bujidi
Leta 750 Omajade zamenjajo Abasidi, in Iran dobi vse večjo vlogo v državni upravi. Kalif Al-Mamun (813–833), katerega mama je bila Perzijka, seli prestolnico iz arabskih krajev v Merv na vzhodu Perzije v današnjem Turkmenistanu. Isti kalif v Bagdadu ustanovi "Hišo modrosti", po vzoru na perzijsko učiteljišče v Gundišapuru iz sasanidske dobe.
Leta 819 vzhodno Perzijo osvojijo Samanidi, prva izvorno perzijska dinastija po arabski zasedbi. Njihova središča so bila Samarkand, Buhara in Herat, v njihovem času ponovno oživijo perzijski jezik in kulturo. Pesnik Firdusi v tem času piše svojo epsko zbirko Šahname o perzijskih vladarjih.
Istočasno na zahodu Irana vladajo Bujidi – zveza iranskih plemen z obale Kaspijskega jezera. Njihova prestolnica postane iransko mesto Širaz.
To je bil začetek konca islamske teritorialne enotnosti na Bližnjem vzhodu.

### Turška in mongolska oblast (1037–1500)
To je obdobje, ki označuje konec arabske oblasti in začetek samostojnega razvoja Perzije.

#### Seldžuki (1037–219)
Turki Seldžuki leta 1037 prodrejo iz severovzhoda na področje Perzije in ustvarijo veliko bližnjevzhodno cesarstvo. Pod Malik Šahom I.  (1072–1092) in njegovima perzijskima vezirjema Nizam al-Mulkom in Taj al-Mulkom, se je seldžuška država razširila do skrajnih meja nekdanjega Perzijskega cesarstva pred arabsko zasedbo in je mejila s Kitajsko na vzhodu in Bizantskim cesarstvom na zahodu.
Po smrti šaha Malika se je država razdelila med njegove štiri sinove. Tretji od njih, Ahmed Sandžar ni bil zadovoljen s svojim deležem ter prevzame celotno cesarstvo, s čimer se nista strinjala druga dva brata. Mahmud II. se razglasi za sultana s sedežem v Bagdadu. Ahmed Sandžar leta 1153 pade v ujetništvo nomadskih Turkov in leta 1156 tam tudi umre.
Cesarstvo je od tedaj dalje v razpadanju in se nikoli več ne ohrani v svojih prvotnih mejah, kar so jim preprečili tudi križarji. Na kratko: koncem 12. st. je bil Toghrül III.. sultan vseh Seldžukov razen Anadolije; premaga šaha Horezma, Ala ad-Din Tekiša (1172–1200). Od velikega cesarstva ostane samo Sultanat Ruma v Anatoliji, ki ga leta 1260 osvojijo Mongoli, ki si ga razdelijo na manjše emirate, od katerih je bil eden predhodnik Osmanskega cesarstva.
V seldžuškem cesarstvu je v Perziji cvetela srednjeveška islamska kultura in umetnost. Takrat je deloval poznan perzijski pisec ljubezenske poezije Omar Hajam, nastala so tudi vrhunska arhitektonska dela kot so džamije v Isfahanu. V likovni umetnosti, posebej v ilustriranju rokopisov, se začne uvajati prikazovanje ljudskih likov.

#### Oblast Mongolov in njihovih naslednikov (1219–1500)
Džingiskan, vodja Mongolov, leta 1218 pošlje svoje poslance in trgovce v mesto Otrar v Horezmu. Upravitelj mesta jih pobije, zato Mongoli oropajo Otrar in pohod nadaljujejo vse do Samarkanda in drugih mest na severovzhodu. Džingiskanov vnuk Hulegu kan med letoma 1255 in 1258 osvoji Horezm, Bagdad in večji del Bližnjega vzhoda, področje Irana postane ilkanat, pokrajina velikega Mongolskega cesarstva, leta 1295 pa postane neodvisen.
Vladarji ilkanata so bili zaščitniki umetnosti in znanosti, ki sta se razvijali v najboljši tradiciji iranskega islama.
Okoli leta 1370 se pojavi nov osvajalec Timur, ki ima željo obnoviti mongolsko cesarstvo. Samo v Isfahanu je pobil 70.000 ljudi in izgradil stolpe iz njihovih lobanj. Po njegovi smrti (1405) je Iran v ruševinah. V naslednjih sto letih je razdeljen na majhne emirate, ki jim vladajo Timurjevi nasledniki.

### Safavidi (1500–1722)
Na področju iranskega Azerbajdžana, v mestu Ardabil je medtem narasla moč Ismaila I. (1487–1524), potomca perzijskega sufija Safi al-Dina (1252–1334). Kot enoletni deček, je Ismail ostal brez očeta, ki je bil vodja lokalnih šiitov. Zelo mlad, kot trinajstletnik, se proglasi leta 1500 za šaha s sedežem v Tabrizu in ponovno zedini v enotno državo vsa področja današnjega Irana, Azerbejdžana in Iraka, ter dobršen del Afganistana. Na ta način ustanovi dinastijo Safavidov. Širjenje proti zahodu zaustavi Osmansko cesarstvo v bitki pri Čaldiranu leta 1514. 
Po sedemdesetih letih kaosa v državi, leta 1588 na prestol stopi šah Abas I. in začne se kulturna in politična obnova. Glavno mesto postane Isfahan, ki hitro postane eno od najpomembnejših kulturnih središč islama. Razcvet je omogučen tudi s sklepanjem miru s Turki.
Za safavidsko oblast šiitska inačica islama postane uradna vera v cesarstvu in Iran postane največja šiitska država v muslimanskem svetu, kar je še danes. To je tudi obdobje razcveta umetnosti, posebej slikarstva in arhitekture.
Sporazumom z Osmanskim cesarstvom iz leta 1639 je določil tudi zahodne meje modernega Irana.

### Kadžarska dinastija (1722–1914)
Iran se je leta 1722 sočasno znašel v vojni z Ruskim in Osmanskim cesarstvom, a se je uspel rešiti. Je pa safavidska dinastija precej oslabela. Po poskusu vsiljevanja šiitskega islama sunitskim Afganistancem, je bil zadnji safavidski šah istega leta ubit. Začele so se pogoste menjave na čelu države, tako da je Perzija nepripravljena dočakala evropska kolonialna osvajanja.
V tridesetih in štiridesetih letih 18. stoletja je Nader-šah poskušal s kratkotrajno obnovo cesarstva, osvojil je sever Indije in postal najbogatejše cesarstvo glede na preostanek sveta. Po njegovi smrti je na oblast prišla slaba zandijska dinastija. Daljše obdobje  stabilnosti ponovno nastopi z vladavino kadžarske dinastije v obdobju med letoma 1785 do 1925. Iran je ekonomsko slab in vse bolj odvisen od velikih sil: Rusije na severu in Britanskega kraljestva v Indiji. Vsaka od teh sil si je od nekdanjega perzijskega ozemlja vzela del zase: Rusija je osvojila Azerbajdžan, Turkmenistan in Uzbekistan, Britanija Bahrajn, obe sili pa dele Afganistana. Na koncu je bila sklenjena Anglo-ruska konvencija, podpisana 31. avgusta 1907 v Sankt Petersburgu,  s katero je bil razdeljen tudi sam teritorij Irana na ekonomske cone. Ustanovljena je bila tudi Anglo-perzijska naftna družba, ki je začela črpati nafto na jugozahodu Irana.

## Moderna doba

### Od prve svetovne vojne do modernega Irana
V prvi svetovni vojni so se na področju Irana vodile bitke najprej med Rusijo in Osmanskim cesarstvom in to okoli kontrole naftnih polj. Po Oktobrski revoluciji v Rusiji, Turki dobijo premoč, prebivalce Kavkaza in zahodne Perzije pa prepustijo stradanju. Leta 1918 Britanci uspejo z maloštevilnimi enotami odvrniti združene nemške in turške enote in zaščititi naftna polja skoraj do konca vojne. Tekom vojne so nemški vohuni v Perziji razširili vesti, da je nemški cesar Viljem II. prevzel islam, da bi si tako pridobili naklonjenost naroda. Perzija je vseeno ostala pod britanskim in hitro tudi sovjetskim vplivom.
Leta 1925 dinastijo Kadžarov zamenja šah Reza Pahlavi in ustanovi novo dinastijo. Želi modernizirati Iran, a ostaja pod dominantnim vplivom tujih sil.
V času druge svetovne vojne šah Reza Pahlavi proglasi nevtralnost. Glede na to da je zavrnil pregnati iz države nemške inženirje, ki so jih zavezniki imeli za vohune, Britanci in Sovjeti v avgustu 1941 okupirajo Iran, Rezo Pahlavija pa pošljejo v izgnanstvo. Na prestol 16. septembra 1941 postavijo njegovega sina M. Reza Pahlavija, ki bo po koncu vojne nadaljeval z modernizacijo države.

### Islamska revolucija in islamska republika
Po večmesečnih demonstracijah in protestih proti njegovemu režimu, Mohamed Reza Pahlavi zapusti Iran 16. januarja 1979. 1. februarja 1979 se v državo po 15. letih izgnanstva vrne Ruholah Homeini. Po razglasitvi nevtralnosti oboroženih sil v revoluciji, je Homeini 11. februarja razglasil konec monarhije in vzpostavil prehodno vlado.
Čeprav je med prebivalstvom večinoma vladalo pozitivno razpoloženje zaradi odhoda šaha, je obstajalo mnogo nesoglasij glede bodočnosti Irana . Čeprav je bil Homeini najpopularnejša politična figura, je obstajalo več revolucionarnih skupin, od katerih je vsaka imela drugačen pogled na bodočnost države. Te skupine so zahtevale, da se jih upošteva pri kreiranju bodočnosti.
Teologi so bili prvi, ki so vzpostavili red v državi s pomočjo lokalnih odborov. Poznani pod imenom »Branitelji revolucije« so od maja 1979 te skupine hitro dobile moč na lokalni ravni po celem Iranu in s tem tudi največji del moči na ravni države. S pomočjo revolucionarnih sodišč, ki so bila ustanovljena, so eliminirali ključne osebe starega režima, kot tudi nasprotnike iz drugih skupin. Koncem 1979 je bil organiziran referendum, na katerem je bila ustanovljena islamska republika po Homeinijevem načrtu, z vrhovnim vodjem na čelu.
Zaradi iranske krize s talci (okupacija veleposlaništva ZDA v Teheranu med 4. novembrom 1979 in 20. januarjem 1981 in zaseg osebja kot talce), je Carterjeva administracija prekinila diplomatske stike z Iranom in 7. aprila 1980 začela z gospodarskimi sankcijami. 22. septembra 1980 je Irak izkoristil slabost iranskih oboroženih sil pod novim islamskim režimom in napadel Iran. Uradna politika ZDA je zahtevala izolacijo Irana. Skupaj z zavezniki so nudili pomoč v orožju in tehnologiji režimu Sadama Huseina, ki je hotel osvojiti naftna polja u Huzestanu.  Člani Reganove administracije so v tajnosti prodajali orožje in dele Iranu, kar je poznano pod imenom afera Iran-Contra. Iran je pristal na spoštovanje prekinitve ognja, ki ga je zahtevala resolucija Varnostnega sveta ZN št. 598 z dne 20. julija 1987. Dne 15. avgusta 1990 je Sadam Husein pristal na vrnitev dogovorjenega iz Alžira 1975, tj. status quo ante bellum.
Po Homeinijevi smrti 3. junija 1989, se je Svet strokovnjakov strinjal z Alijem Hamenejem kot vodjo revolucije. Z njegovim prihodom na oblast so spremenili ustavo.
V času Zalivske vojne leta 1991 je ostal Iran nevtralen (dopustil je le prisotnost iraškega letalstva in vstop iraških beguncev na svoj teritorij).
Revolucija, ki ji je sledila vojna z Irakom, je zapustila velike posledice na gospodarstvu Irana, ki so ga vodili pragmatiki kot Akbar Hašemi Rafsandžani, ki je bil izvoljen kot predsednik leta 1987 in 1991. Zlom gospodarske politike in modernizacija iranske države je pripomogla, da je bil za predsednika leta 1997 izvoljen umirjeni Mohamed Hatami. Njegovo vladavino so zaznamovala nesoglasja med družbo, ki je zahtevala spremembe in duhovščino, ki je želela zadržati svojo moč. Situacija je dosegla vrhunec v juliju 1999, ko so na ulicah Teherana in drugih večjih mestih izbruhnili masovni protesti proti oblastem. Hatami je bil ponovno izvoljen leta 2001, a so konservativne struje v iranskem parlamentu destabilizirale njegov reformatorski načrt.
Leta 2005 je bil na mesto predsednika države izvoljen konservativni župan Teherana, Mahmud Ahmadinedžad. Njegov mandat zaznamuje kontroverzni nuklearni program in trda zunanja politika.
Med letoma 2005 in 2006 je bilo kar nekaj trditev, da ZDA in Izrael nameravajo napasti Iran, zaradi različnih razlogov, med drugim zaradi iranskega civilnega programa za jedrsko energijo, (za katero se ZDA in nekatere druge države bojijo, da bi lahko pripeljalo do programa izdelave jedrskega orožja), surove nafte in drugih strateških razlogov. LR Kitajska in Rusija nasprotujeta vsakršnemu vojaškemu posegu in gospodarskim sankcijam. Ajatola Ali Hamenej je izdal fatvo, to je prepoved proizvodnje, kopičenje zalog in uporabe jedrskega orožja. Fatva je bila navedena v uradni izjavi, ki jo je iranska vlada izrekla na srečanju Mednarodne agencije za jedrsko energijo (IAEA ) avgusta 2005 na Dunaju. 
V letu 2009 je Ahmadinedžadova neizvolitev izzvala burne in množične proteste, ki so bili »največji domači izziv« za vodstvo Islamske republike »v 30 letih«.  Reformistični nasprotnik Mir- Hosein Musavi in njegovi privrženci so trdili o domnevnih volilnih nepravilnostih. 1. julija 2009 je bilo v demonstracijah aretiranih 1000 ljudi, 20 pa ubitih.  Vrhovni vodja Ali Hamenej in drugi islamski uradniki krivijo tujino, da je podpihovala proteste.